# Mantella bernhardi
Mantella bernhardi é uma espécie de anfíbio da família Mantellidae.
É endémica de Madagáscar.
Os seus habitats naturais são: florestas subtropicais ou tropicais húmidas de baixa altitude, rios, pântanos e florestas secundárias altamente degradadas.
Está ameaçada por perda de habitat.